# Dálnice A5 (Německo)
Dálnice A5, německy Bundesautobahn 5 (zkratka BAB 5), zkráceně Autobahn 5 (zkratka A5), je německá dálnice dlouhá 440 kilometrů. Začíná na dálniční křižovatce s dálnicí A7 u města Hattenbach a směřuje na jihozápadním směrem, kde je vedena kolem Frankfurtu nad Mohanem, Darmstadtu, Karlsruhe a Baden-Baden až na státní hranici se Švýcarskem nedaleko Basileje.

## Průběh trasy

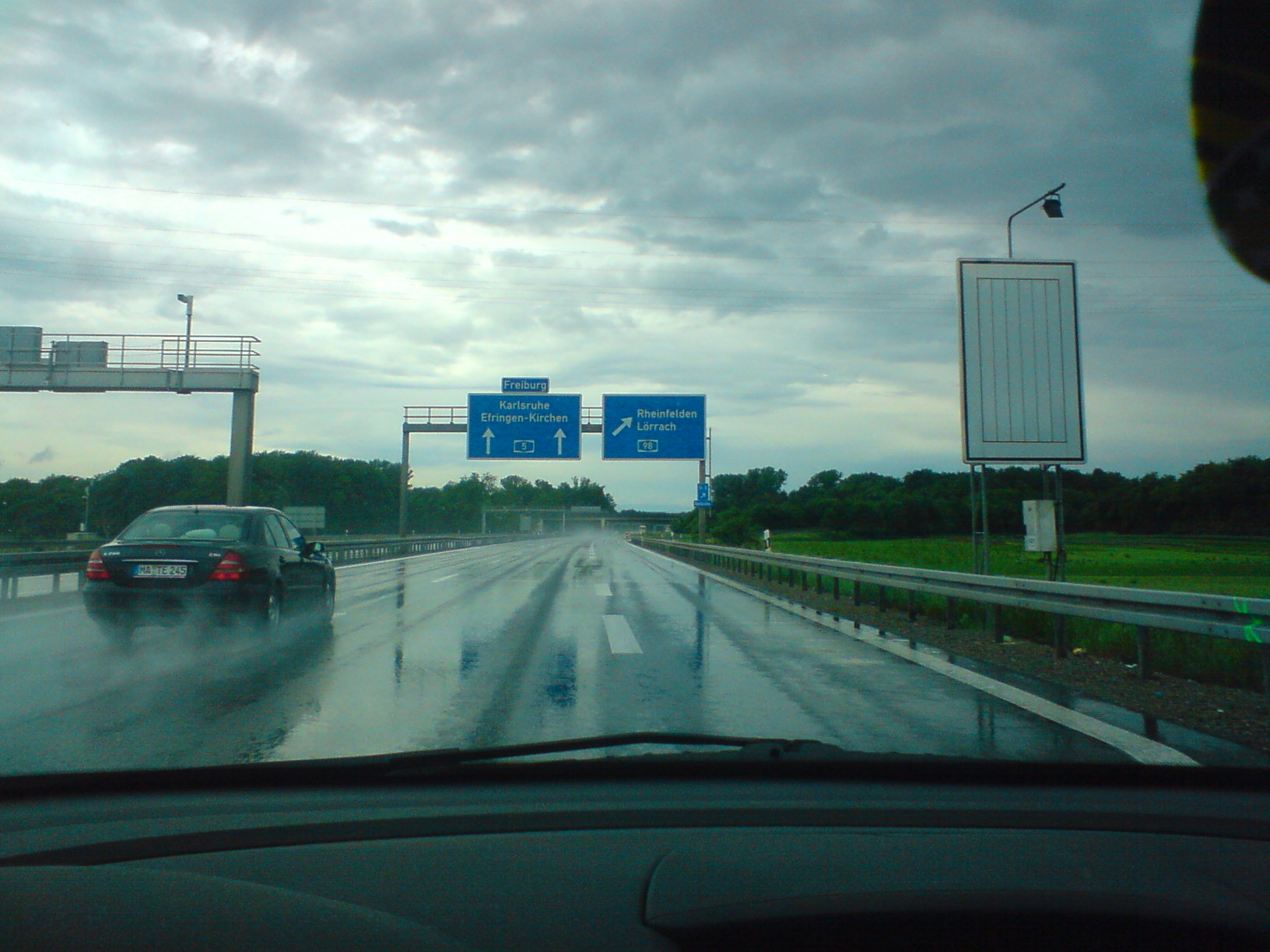
Křížení A5 s A98

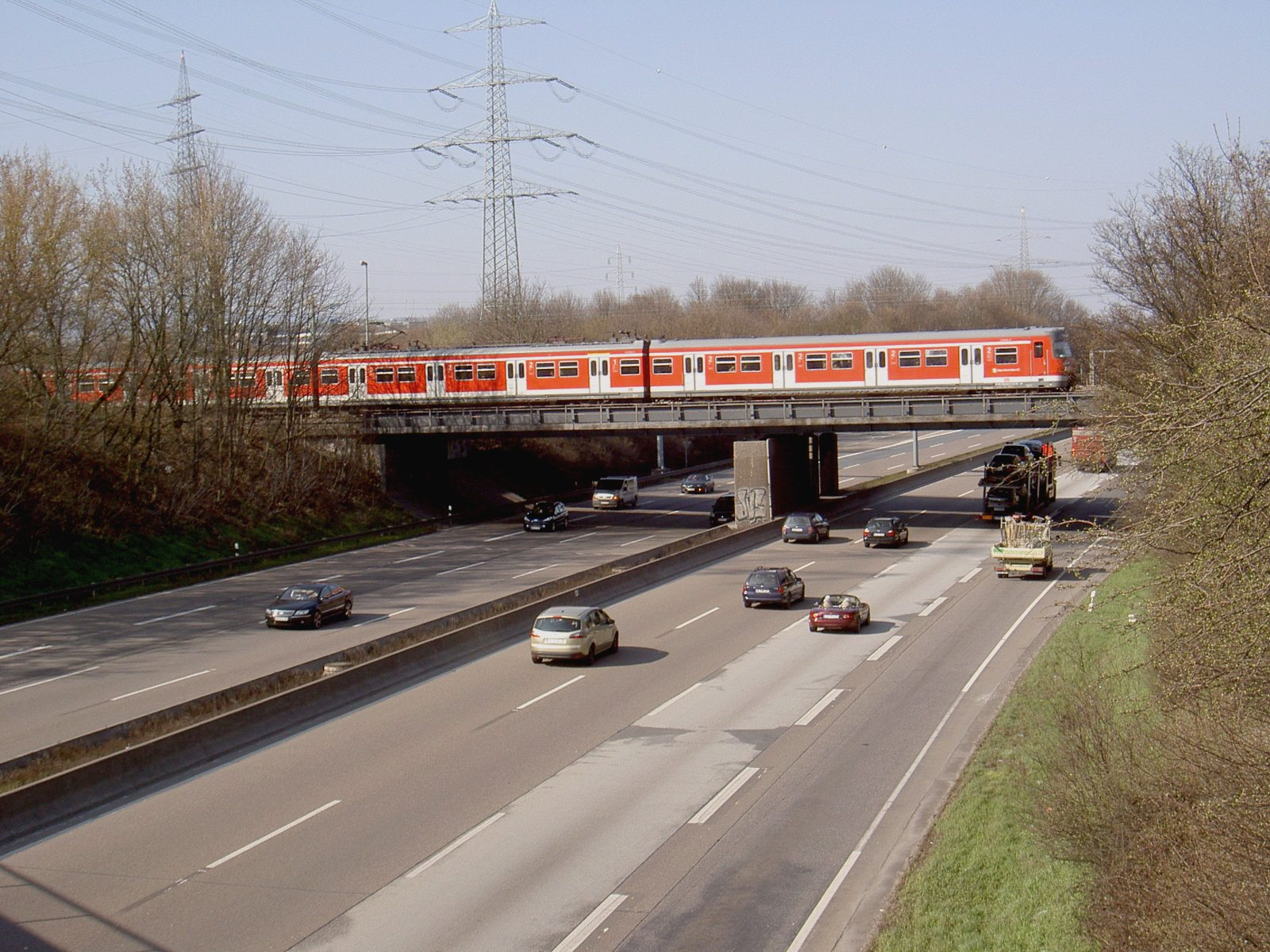
A5 ve Frankfurtu

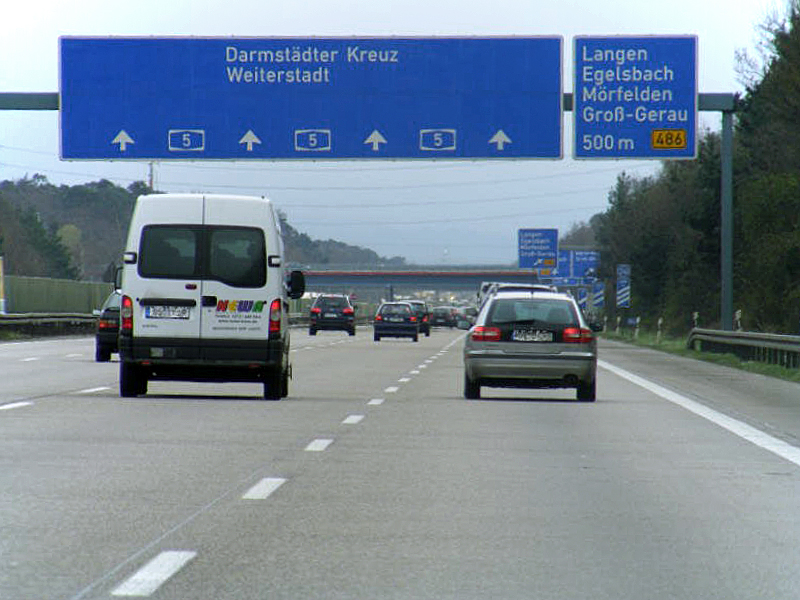
A5 kousek od Darmstädter Kreuz

Dálnice A5 začíná na dálniční křižovatce Hattenbacher Dreieck, která je rozštěpového tvaru, a kde se napojuje na dálnici A7, jenž protíná Německo v jeho přibližném poledníkovém středu v severojižním směru. Odtud vede na jihozápad kolem Alsfeldu, kde bude v budoucnu křižovatka s A49 Ohmtaldreieck. Dále dálnice pokračuje k Reiskirchenu, kde se na A5 napojuje na křižovatce Reiskirchener Dreieck dálnice A480. Několik kilometrů jižním směrem se nachází křižovatka Gambacher Kreuz, ve které se kříží A5 s dálnicí A45 vedoucí do Dortmundu.
Dálnice A5 se posléze dostává do frankfurtské aglomerace, kde se v rychlém sledu kříží s A661, A66, A48, A3. U Darmstadtu jsou potom křižovatky s A672 a A67 a nedaleko Heidelbergu jsou křižovatky s A659 a A656. Kousek odtud, u Walldorfu, se nachází čtyřlístková křižovatka Kreuz Walldorf, kde se A5 kříží s dálnicí A6, která vede do Norimberku a poté na hranice s Českem. Posléze se dálnice dostává do Karlsruhe, kde se nachází křižovatka s dálnicí A8, jenž vede do Mnichova a poté na rakouskou státní hranici.
Dálnice se následně dostává do blízkosti francouzských hranic, které kopíruje až do konce svojí trasy. V této části se ještě nachází dvě dálniční křižovatky – Dreieck Neuenburg s dálnicí A862 a Dreieck Weil am Rhein s dálnicí A98. Ve městě Weil am Rhein se dálnice dostává na švýcarskou státní hranici. Tam na ni navazuje švýcarská dálnice A2.
Dálnicí A5 prochází na trase několik evropských silnic. Jejich přehled je uveden v následující tabulce:
|  | Darmstadt–Basilej         |
|  | Hattenbach–Gießen         |
|  | Karlsruhe–Offenburg       |
|  | Neuenburg – Weil am Rhein |
|  | Gießen–Darmstadt          |

## Dálniční křižovatky

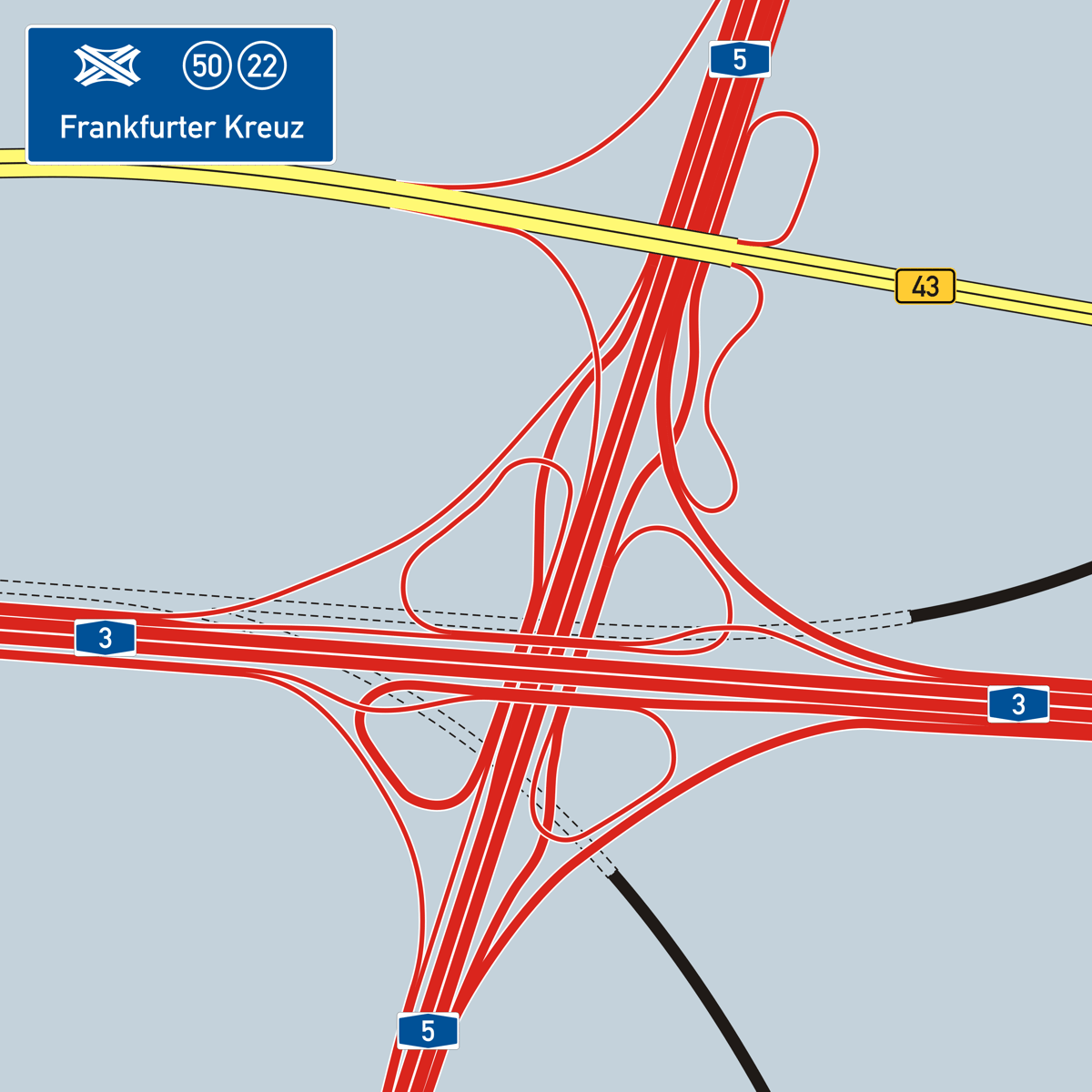
Frankfurter Kreuz (22)

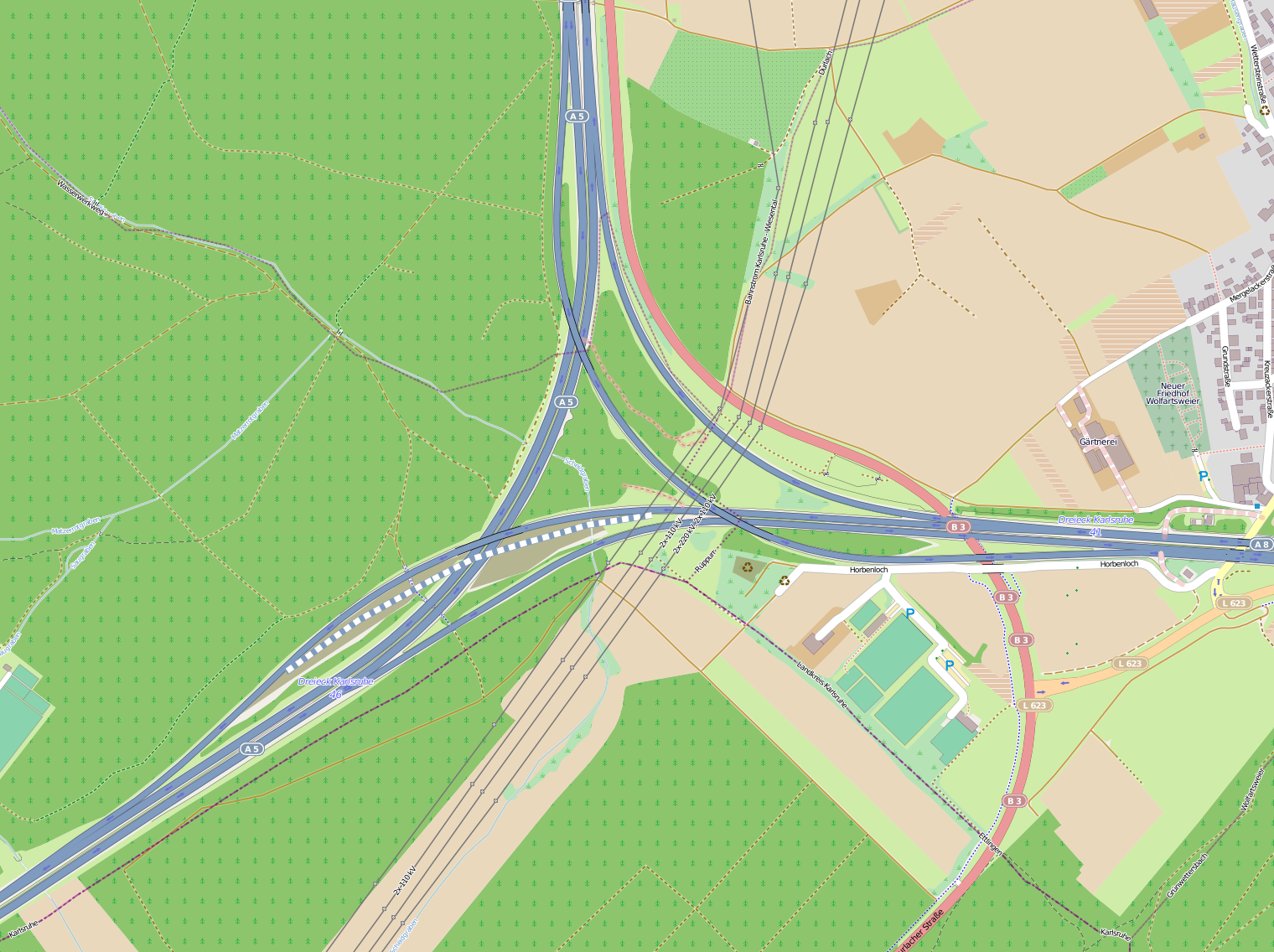
Dreieck Karlsruhe (46)

|  |  | (4)  | Ohmtaldreieck           | plánováno |
|  |  | (8)  | Reiskirchener Dreieck   | v provozu |
|  |  | (11) | Gambacher Kreuz         | v provozu |
|  |  | (17) | Bad Homburger Kreuz     | v provozu |
|  |  | (18) | Nordwestkreuz Frankfurt | v provozu |
|  |  | (19) | Westkreuz Frankfurt     | v provozu |
|  |  | (22) | Frankfurter Kreuz       | v provozu |
|  |  | (26) | Dreieck Darmstadt       | v provozu |
|  |  | (26) | Darmstädter Kreuz       | v provozu |
|  |  | (33) | Kreuz Weinheim          | v provozu |
|  |  | (37) | Kreuz Heidelberg        | v provozu |
|  |  | (40) | Kreuz Walldorf          | v provozu |
|  |  | (46) | Dreieck Karlsruhe       | v provozu |
|  |  | (66) | Dreieck Neuenburg       | v provozu |
|  |  | (68) | Dreieck Weil am Rhein   | v provozu |

## Historie

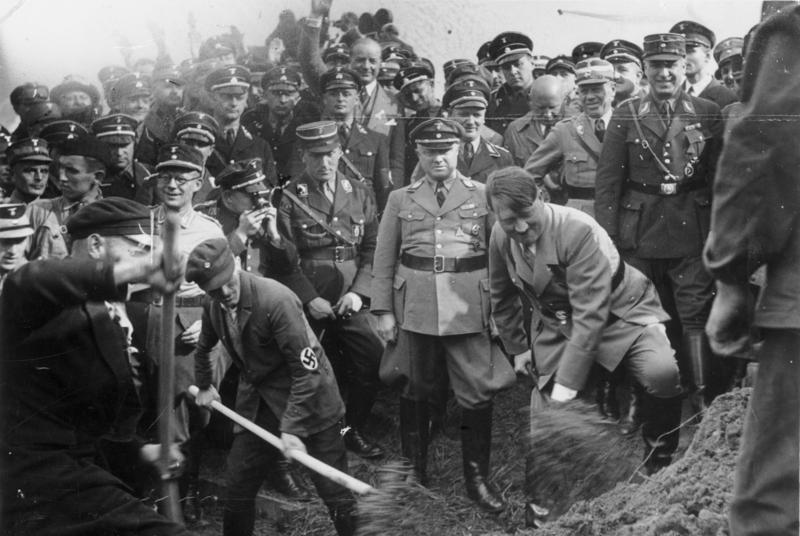
A. Hitler při slavnostním výkopu

23. září 1933 začala výstavba prvního úseku dálnice Frankfurt-Darmstadt za úcasti tehdejšího kancléře, Adolfa Hitlera. V té době se jednalo o plánovanou vysokokapacitní dálnici ve směru sever-jih HaFraBa, která měla směřovat z Hamburku přes Frankfurt až do Basileje. Tento úsek byl otevřen po dvou letech stavby v květnu roku 1935. Mezitím byl úsek přeřazen do sítě německých říšských dálnic. Dálnice A5 však není nejstarší dálnicí v Německu. Tento primát drží dálnice A555 mezi Kolínem a Bonnem otevřená v roce 1932.
Dálnice A5 byla v minulosti součástí dopravního tahu HaFraBa. Brzy byla ale severní část dálnice vedoucí od dánské hranice po dálniční křižovatku Hattenbacher Dreieck přidána k dálnici A7, která dále směřuje až k rakouským hranicím.
Po otevření úseku Frankfurt-Darmstadt výstavba A5 utichla a obnovena byla až na počátku 50. let. V roce 1955 byl otevřen úsek Ettlingen-Bruchhausen, o rok později byl otevřen úsek Bruchhausen-Baden-Baden a v roce 1958 došlo k otevření úseku Baden-Baden Bühl. V roce 1959 potom byly otevřeny úseky Bühl-Achern a Müllheim/Neuenburg–Märkt. Následující rok byl zprovozněn úsek Achern-Offenburg, v roce 1961 Offenburg–Riegel a Freiburg-Süd–Müllheim/Neuenburg a v roce 1963 byl zprovozněn úsek Märkt-Weil am Rhein. Výstavba dálnice byla dokončena 14. června 1980, kdy byl zprovozněn úsek Weil am Rhein-hranica včetně hraničního přechodu a jeho technického vybavení.
V roce 1968 došlo k částečné změně trasy dálnice mezi Frankfurtem a Heidelbergem. Původní říšská dálnice a i posléze vybudovaný úsek dálnice do Heidelbergu byly nahrazeny novým, souběžně vedeným úsekem, zbylé úseky byly přeřazeny k dálnicím A67 a A6.